# Felix Moscheles
Felix Stone Moscheles (Londres, 8 février 1833 – Tunbridge Wells, 22 décembre 1917) est un écrivain et peintre anglais, militant pour la paix et défenseur de l'espéranto.

## Biographie
Felix Stone Moscheles est né en 1833 à Londres. Il est le fils du célèbre pianiste, compositeur et professeur de musique Ignaz Moscheles et de la peintre Margaret Moscheles. Son parrain n'est autre que le musicien Felix Mendelssohn. Ses peintures ont été exposées à Paris, Anvers et Londres.
En 1903, Felix Moscheles est le premier président du London Esperanto club. Il est pacifiste et internationaliste et, comme tel, a également servi en tant que président de l'International Arbitration and Peace Association. Il est notamment impliqué, avec Albert Gobat, William Randal Cremer et Fredrik Bajer, dans les tentatives pour développer des protocoles de règlement des différends internationaux à la Haye.

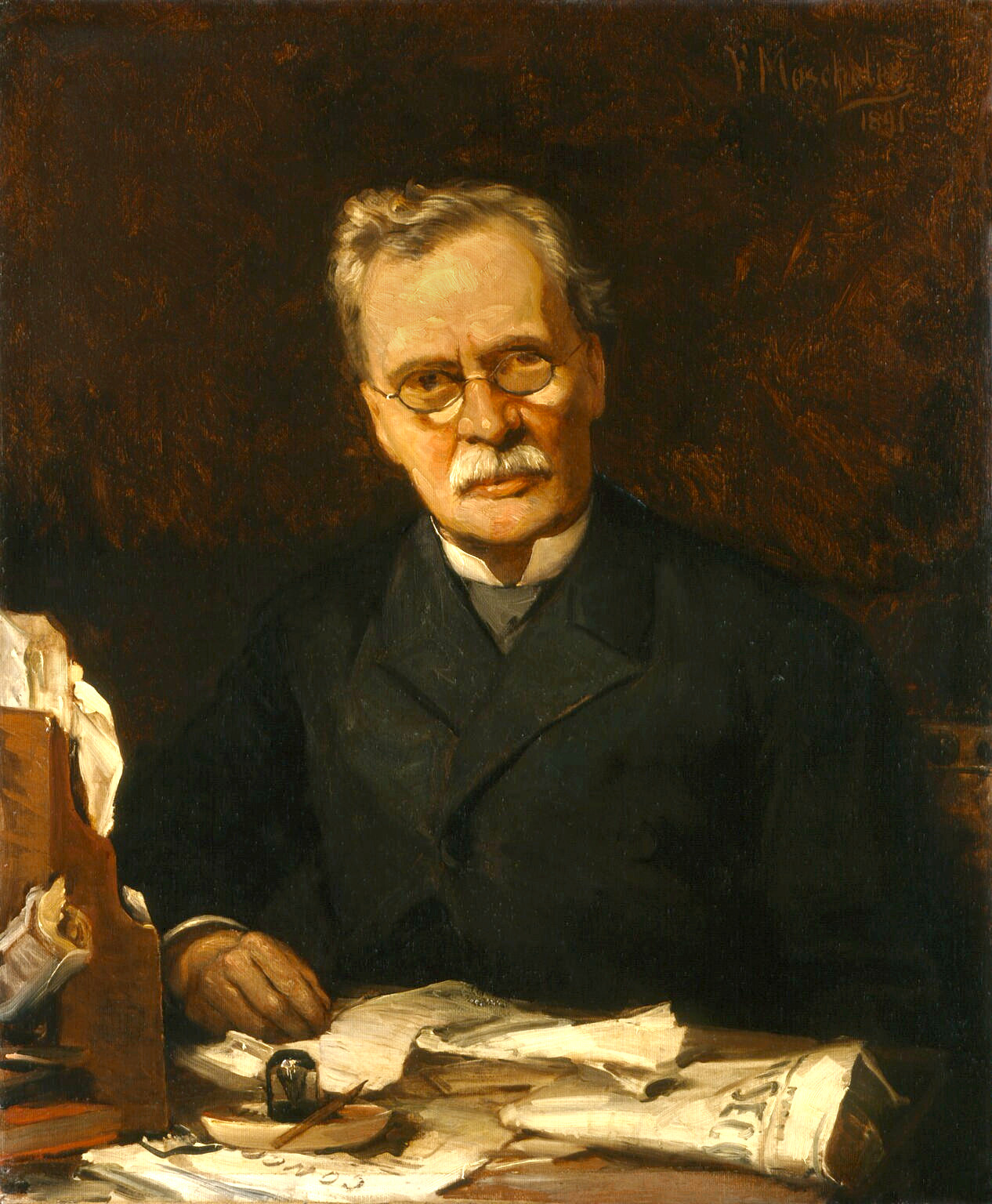
Portrait du pacifiste Hodgson Pratt (1891)

## Ouvrages
- Patriotism as an Incentive to Warfare (1870) Wertheimer, Londres[3]
- In Bohemia with Du Maurier. The first of a series of reminiscences. With 63 original drawings by G. Du Maurier, illustrating the artist's life in the fifties (1896) T. F. Unwin, Londres[4]
- Fragments of an Autobiography (1899) James Nisbet, Londres[5]